# 247 (число)
247 (Дві́сті со́рок сім) — натуральне число між 246 та 248.
- 247 день в році — 4 вересня (у високосний рік 3 вересня).

## У математиці
247 — п'ятикутне число.

## Ізопсефія
- Місто (Церковнослов'янська ізопсефія]).

## У Біблії
- 247 глава — (1 Цар.11) — Саул перемагає амонитян.

## В інших галузях
- 247 рік
- 247 до н. е.
- У тамільській писемності 247 літер.
- В Юнікоді 00F716 — код для символу «÷» Division Sign